# پروومایسکویه (شهرستان ایگلینسکی، باشقیرستان)
پروومایسکویه (انگلیسی: Pervomayskoye, Iglinsky District, Republic of Bashkortostan) یک شهرک در شهرستان ایگلینسکی استان باشقیرستان کشور روسیه است.